# Sydney (Le Caméléon)
Pour les articles homonymes, voir Sydney (homonymie).
Sydney Green est un personnage de la série télévisée de fiction Le Caméléon créée par Steven Long Mitchell et Craig Van Sickle. Il est interprété par Patrick Bauchau.

## Biographie fictive
Ses parents (Jean Michel et Greta) sont morts dans les chambres à gaz de la Seconde Guerre Mondiale. Il a survécu avec son frère jumeau, Jacob, parce qu'un médecin du camp les utilisait comme cobayes pour des expériences sur la naissance systématique de jumeaux.
Il est d'ascendance belge, son grand-père ayant servi dans l'armée Belge. Jacob et Sydney sont allés à Yale.
Il est psychiatre au centre chargé entre autres du projet caméléon. C'est lui qui supervise et forme Jarod pendant une trentaine d'années. Contrairement à son frère jumeau, il ne se soucie pas des manipulations du centre et se consacre uniquement à ses recherches.
Son frère Jacob est dans le coma depuis plus de 30 ans à la suite d'un accident de voiture. Il s'en veut terriblement et s'estime responsable de l'accident. Il apprend par la suite que son frère était en conflit ouvert avec certains cadres du centre comme M. Raines et que l'accident n'en était peut être pas un.
Il garde un lien très étroit avec Jarod et lui vient en aide régulièrement et tient lieu de figure paternelle. Il empêche également sa capture à de nombreuses reprises. Pour tenter de se racheter de tout le mal qu'il a contribué à faire à Jarod, il a tenté d'assassiner Monsieur Raines (mais la balle a ricoché sur sa bouteille d'oxygène). 
Il a un fils adulte, Nicholas, dont il n'apprend l'existence que tardivement, le Centre ayant fait pression sur sa compagne pour qu'elle le quitte afin qu'il soit concentré sur le projet caméléon.